# Markus Wallner
Markus Wallner (Bludenz, 20 luglio 1967) è un politico austriaco, governatore del Land Vorarlberg dal 7 dicembre 2011.

## Biografia
Markus Wallner è nato a Bludenz da Herwig e Theresia Wallner.
Ha frequentato il liceo scientifico di Feldkirch, dove ha conseguito la maturità. In seguito ha studiato Scienze politiche e Storia all'Università di Innsbruck.
È stato impiegato della Digital Equipment Corporation fino al 1991. Ha poi lavorato per la Industriellenvereinigung, l'associazione degli industriali austriaci, presso la Commissione europea e nel biennio 1993-1994 è stato responsabile della divisione Lavori pubblici della Industriellenvereinigung del Vorarlberg.

### Carriera politica
Dal 1994 ha cominciato ad essere membro attivo della ÖVP del Vorarlberg. Dall'aprile al dicembre 1995 è stato membro del consiglio comunale (Gemeindevertretung) di Frastanz. Ha ricoperto il ruolo di referente personale dell'allora governatore del Land Herbert Sausgruber dall'aprile 1997 all'ottobre 1999. È stato gerente della ÖVP Vorarlberg dal novembre 1999 al 2006 e tra il 2003 e il 2006 ha guidato il gruppo dei deputati della ÖVP all'interno del parlamento (Landtag) del Vorarlberg. Dall'aprile 2005 al marzo 2007 è stato nuovamente consigliere comunale di Frastanz. Dal dicembre 2006 al dicembre 2011 è stato Landesstatthalter del Vorarlberg. Il 7 dicembre 2011 ha assunto ufficialmente la carica di governatore del Land Vorarlberg.

## Vita privata
È sposato dal 18 agosto 1985 con Sonja. La coppia ha tre figli: Sophia (1998), Raphaela (2000) e Valentin (2007).